# Klärteiche Offstein
Klärteiche Offstein este o arie protejată (arie de protecție specială avifaunistică — SPA) din Germania întinsă pe o suprafață de 65 ha, integral pe uscat.

## Localizare
Centrul sitului Klärteiche Offstein este situat la coordonatele 49°36′22″N 8°12′58″E / 49.6061°N 8.2161°E.

## Înființare
Situl Klärteiche Offstein a fost declarat arie de protecție specială avifaunistică în ianuarie 2004 pentru a proteja 54 de specii de animale.

## Biodiversitate
Situată în ecoregiunea continentală, aria protejată nu include niciun habitat protejat.
La baza desemnării sitului se află mai multe specii protejate de  păsări (54): fluierar de munte (Actitis hypoleucos), pescăruș albastru (Alcedo atthis), rață sulițar (Anas acuta), rață lingurar (Anas clypeata), rață mică (Anas crecca crecca), rață fluierătoare (Anas penelope), rață cârâitoare (Anas querquedula), Anas strepera strepera, fâsă-de-câmp (Anthus campestris), fâsă de pădure (Anthus spinoletta), Ardea purpurea purpurea, rață-cu-cap-castaniu (Aythya ferina), rața moțată (Aythya fuligula), rață roșie (Aythya nyroca), fugaci de țărm (Calidris alpina), fugaci roșcat (Calidris ferruginea), fugaci mic (Calidris minuta), fugaci pitic (Calidris temminckii), Charadrius dubius curonicus, prundaș gulerat mare (Charadrius hiaticula), chirichița cu obraz alb (Chlidonias hybrida), chirighiță neagră (Chlidonias niger), erete de stuf (Circus aeruginosus), erete vânăt (Circus cyaneus), presură de grădină (Emberiza hortulana), Falco peregrinus peregrinus, becațină comună (Gallinago gallinago), piciorong (Himantopus himantopus), sfrâncioc roșiatic (Lanius collurio), pescăruș mic (Larus minutus), pescăruș râzător (Larus ridibundus), sitar de mal nordic (Limosa lapponica), Limosa limosa limosa, Luscinia svecica cyanecula, codobatura galbenă (Motacilla flava), Numenius arquata arquata, Numenius phaeopus, vultur pescar (Pandion haliaetus), bătăuș (Philomachus pugnax), ploier argintiu (Pluvialis squatarola), Podiceps nigricollis nigricollis, cresteț pestriț (Porzana porzana), Rallus aquaticus aquaticus, ciocântors (Recurvirostra avosetta), lăstun de mal (Riparia riparia), mărăcinar negru (Saxicola torquatus), Tachybaptus ruficollis ruficollis, călifar roșu (Tadorna ferruginea), călifar alb (Tadorna tadorna), fluierar de mlaștină (Tringa glareola), fluierar cu picioare verzi (Tringa nebularia), fluierarul de zăvoi (Tringa ochropus), fluierarul cu picioare roșii (Tringa totanus), nagâț (Vanellus vanellus).